# Афа Исмаил
Афа Исмаил (Мале, 1. новембар 1993) је малдивска атлетичарка специјалиста са спринтерске дисциплине на 100 и 200 метара. Два пута је учествовала на Летњим олимпијским играма. У Лондону 2012. у предтакмичењу оборила је национални рекорд на 100 метара, али није успела да се пласира за такмичење по групама..
Други пут на Олимпијским играма у Рио де Жанеиру 2016. трчала је на 200 м. Завршила је као 8. у групи, поново је оборила национални рекорд, али није успела да се пласира у полуфинале.. Била је носилац националне заставе на затваљању играра.
Учетвовала је и на два Светска првенства на отвореном, 2011. у Дохи и 2013. у Москви. Такмичила се на 200 м и оба пута заузела последње место у квалификационим тркама.

## Рефренце
1. ↑  резултати предтакмичења на 100 метара за жене на ЛОИ 2012.
2. ↑  Резултати групног дела трке на 200 м за жене на ЛОИ 2016.
3. ↑  Листа носилаца националних застава на затварању ЛОИ 2016.
4. ↑  Резултати трке на 200 м за жене на СП 2013.